# President's Medal (Royal Academy of Engineering)
A President's Medal, também conhecida como Royal Academy of Engineering President's Medal, é um prêmio concedido pelo presidente da Royal Academy of Engineering (RAEng). Foi concedido a primeira vez em 1987.

## História
O prêmio é entregue no jantar anual da RAEng em junho.

### Recipientes
- 1987 - Air Marshal Sir Richard Wakeford KCB LVO OBE AFC
- 1988 - David Sainsbury, Baron Sainsbury of Turville
- 1990 - Rhys Lloyd, Baron Lloyd of Kilgerran
- 1993 - Sir Neil Cossons OBE
- 1994 - Lord Phillips of Ellesmere FRS
- 1995 - Sir William Stewart FRS FRSE
- 1998 - Keith Duckworth OBE
- 2000 - HRH Filipe, Duque de Edimburgo
- 2004 - Jim Eyre
- 2005 - Jonathan Ive[1]
- 2006 - Sir David Davies[2] CBE FREng FRS
- 2007 - Rolls-Royce Holdings
- 2009 - Sir Alan Rudge CBE FREng FRS
- 2011 - Professor Anthony Kelly[3] CBE
- 2013 - Terry Hill[4] CBE FREng
- 2014 - Dr Dame Sue Ion DBE FREng